# 제일-폭스바겐 모터스

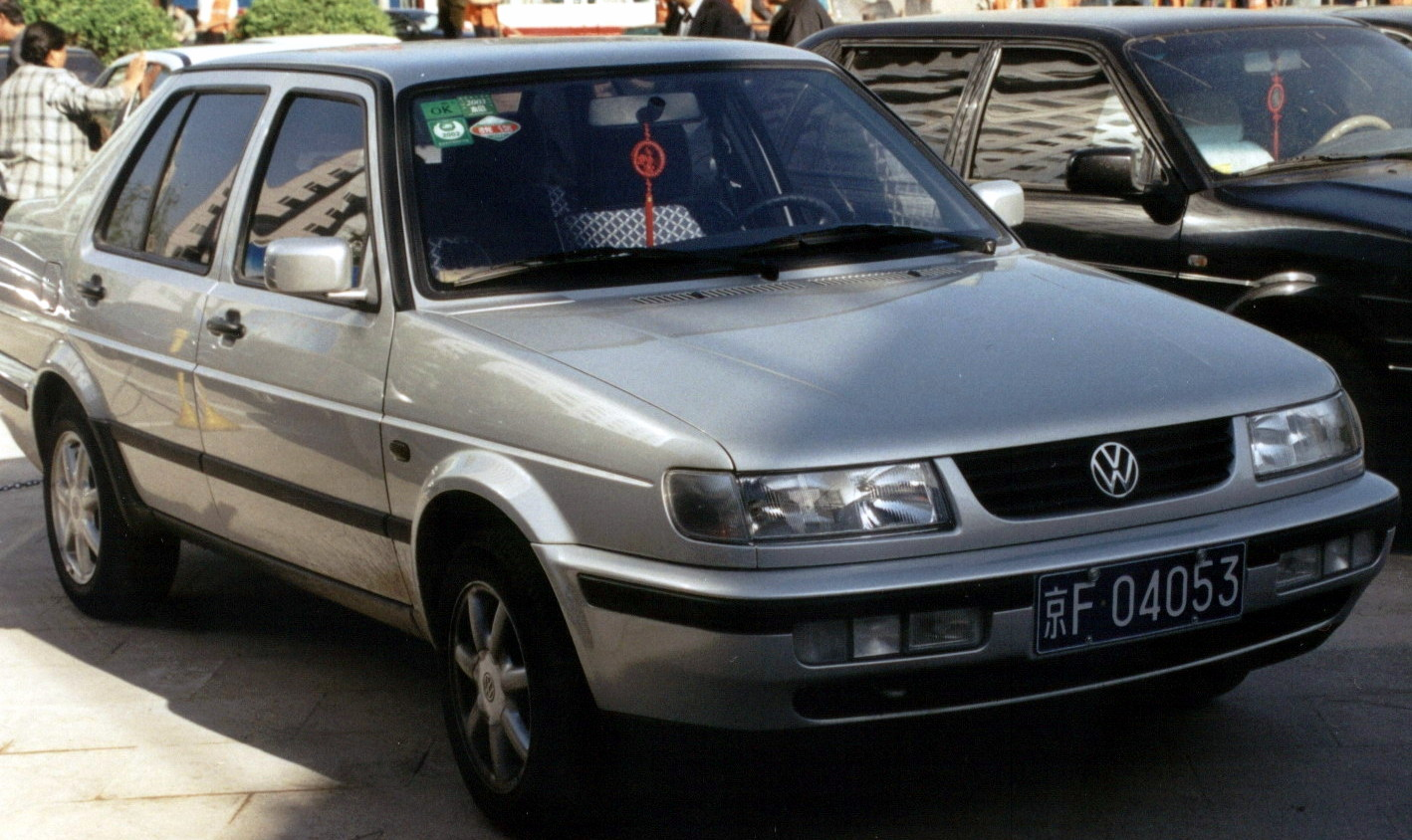

제일-폭스바겐 자동차 유한 공사 (영: FAW-Volkswagen Automotive Co. Ltd, 중: 一汽-大众汽车有限公司), 줄여서 제일-폭스바겐(一汽-大众)이라고 부른다. 1991년 2월 6일에 정식으로 설립되었으며, 1997년 8월에 중국대륙 국가검수를 정식으로 통과하였다. 중국 제일 자동차 집단 공사(中国第一汽车集团公司)와 독일 폭스바겐 자동차 회사(德国大众汽车公司), 아우디 자동차 회사(奥迪汽车公司)와 중국 폭스바겐 투자 유한 공사(大众汽车中国投资有限公司)가 공동 출자하여 경영하는 대형 자동차 제조 생산 기업이다.

## 규모
제일-폭스바겐이 1991년 설립되고 첫 번째 자동차를 생산할 당시, 출자금은 37억1200만 위안, 총 자산은 6억 7천만 위안이었다. 2008년, 제일-폭스바겐이 소유한 출자금은 78억 1200만 위안에 달했으며, 총 자산은 323억 위안이다. 중국 자동차 공업 협회의 통계에 따르면, 제일-폭스바겐의 2005년 자동차 판매 대수는 23만 8300대였으며, 전국에서 3위를 차지했다. 완성차 공장은 창춘(长春)과 청두(成都)에 있다. 제일-폭스바겐의 정직원 수는 일만명을 넘는다.

## 상품

### 아우디(Audi)
- A4L
- A6L

### 폭스바겐(Volkswagen)
- Jetta
- Golf
- Bora
  - Bora
  - New Bora
- Caddy
- Sagitar
- Magotan

## 같이 보기
- 상하이 폭스바겐
- 폭스바겐 그룹 중국
- 디이 자동차
- FAW 토요타